# Экленд, Джосс
Си́дни Э́дмонд Джо́селин (Джосс) Э́кленд CBE (англ. Sidney Edmond Jocelyn 'Joss' Ackland; 29 февраля 1928, Северный Кенсингтон, Лондон — 19 ноября 2023) — английский актёр, который снялся в более чем 130 фильмах, а также многочисленных телевизионных постановках.

## Биография
Окончил центральную школу речи и драмы в Лондоне. Дебютировал на сцене в 17 лет.
Он наиболее известен благодаря фильму Майкла Рэдфорда «Белое  зло» (1987), где воплотил на экране образ сэра Генри «Джока» Делвеса Бротона и был номинирован на премию BAFTA за лучшую мужскую роль второго плана.
В интервью BBC в 2001 году Экленд рассказал, что снимался в некоторых «ужасных фильмах» из-за того, что был трудоголиком. Он сказал, что «сожалеет» о появлении в комедии «Новые приключения Билла и Теда» и музыкальном клипе Pet Shop Boys.  Джосс также раскритиковал  свою коллегу по двум  фильмам Деми Мур, оценив её как «не очень умную и талантливую».

## Личная жизнь
Был женат на Розмари Кирксэлди с 1951 года до её кончины 25 июля 2002 года. Пара воспитала пятерых дочерей (Мелани, Антонию, Пенелопу, Саманту и Кирсти) и двоих сыновей (Тоби и Пола). Старший сын Пол умер в 1982 году от передозировки героина. Также у них было 32 внука и 8 правнуков.

## Избранная фильмография
- 1949 — Высадка — О’Нил (в титрах не указан)
- 1950 — Семь дней до полудня — молодой полицейский в участке (в титрах не указан)
- 1957 — Направление Даунинг-стрит — Иммельманн
- 1959 — Сон в летнюю ночь — Пигва, плотник (голос)
- 1962 — В поисках потерпевших кораблекрушение — моряк на яхте (в титрах не указан)
- 1963 — Индийская сказка Редьярда Киплинга (ТВ) — Уильям Стивенс
- 1966 — Дэвид Копперфилд (телесериал) — мистер Пегготти
- 1966 — Распутин, безумный монах — епископ
- 1966 — Лорд Рейнго (ТВ) — Том Хогарт
- 1966 — С марта по морю (ТВ) — Джон Хинкс
- 1966 — Номер 13 (ТВ) — господин Скавениус
- 1966—1968 — Устранение неполадок (ТВ) — Гиббон / Сэм Джардин / Консидайн / Льюис
- 1966 — Тайны и воображение (ТВ) — господин Скавениус
- 1967 — Дальнейшие приключения трёх мушкетёров (телесериал) — д'Артаньян
- 1967 — Z-автомобили (ТВ) — инспектор Тодд
- 1968 — Собственное место (ТВ) — мистер Смедхерст
- 1969 — Мстители (телесериал) — бригадир Хенсинг
- 1969 — Золотые разбойники (ТВ) — Дерек Хартфорд
- 1969 — Перед партией (ТВ) — Харольд Баннон
- 1970 — Крещендо[англ.] — Картер
- 1970 — Дом, где капала кровь — Невилл Роджерс
- 1970 — Три сестры — Чебутыкин
- 1971 — Театр за тридцать минут — кандидат
- 1971 — Злодей — Эдгар Льюис
- 1972 — Мистер Форбуш и «Пингвины» — лидер
- 1972 — Убеждающие (ТВ) — Феликс Медоуз
- 1972 — Мир Ширли — инспектор Воган
- 1972 — Клетка счастья — доктор Фредерик
- 1972 — Шесть граней (телесериал) — Гарри Меллор
- 1973 — Пенни Золотое (1973) — Джонс
- 1973 — Соперники Шерлок Холмс (1973) (ТВ) — Груббер
- 1973 — Гитлер: Последние десять дней (1973) (ТВ) — генерал Бургдорф
- 1973 — Англия, которая меня сделала (1973) — Халлер
- 1973 — Три мушкетёра (1973) — отец д’Артаньяна
- 1974 — Защитники (1974) (ТВ) — Артур Гордон
- 1974 — Чёрная мельница — шеф Рей
- 1974 — Ш.П.И.О.Н.Ы. — Мартинсон
- 1974 — Маленький принц — король
- 1974 — Большие надежды (ТВ) — Джо Гарджери
- 1975 — Пропавший динозавр — Би Джей Спенс
- 1975 — Ройял Флэш — Сэптен
- 1975 — Операция «Рассвет» — Янак
- 1976 — Вы говорите слишком много — доктор
- 1977 — Крез (телесериал) — Чарльз Бронте
- 1977 — Странный случай гибели цивилизации как она есть — президент
- 1978 — Опаснейшее путешествие — Чёрный Кролик (голос)
- 1978 — Враг у дверей (1978) (ТВ) — генерал-майор Лейдло
- 1978 — Греческий магнат (в титрах не указан)
- 1978 — Кто убивает великих поваров Европы? — Кантрелл
- 1978 — Возвращение святого (ТВ) — Гюнтер
- 1978 — Суини (ТВ) — Алан Эмбер
- 1979 — Пел соловей на Беркли-сквер — начальник тюрьмы (в титрах не указан)
- 1979 — Святой Джек — Ярдли
- 1979 — Король, королевич, сапожник, портной (ТВ) — Джерри Уэстерби
- 1980—1988 — Сказки о неожиданном (ТВ) — Малкольм Харпер, полковник Джордж Перегрин
- 1980 — Вопрос о вине (телесериал) — Сэмюэл Кент
- 1980 — Любовь Ленты (ТВ) — рассказчик (нет в титрах)
- 1980 — Черновик — инспектор Вандервельд
- 1980 — Нежное касание (ТВ) — Айвор Стокер
- 1980 — Яблоко — лидер хиппи/Мистер Топс
- 1981 — Опасный Дэвис — последний детектив — старший инспектор Ярдбёрд
- 1981 — Гуще, чем вода (ТВ) — Джозеф Локвуд
- 1982 — Барреты с Уимпол-стрит (ТВ) — Эдвард Молтон-Барретт
- 1984 — Козырёк для соловья (ТВ) — Стивен Кортни-Бриггс, хирург
- 1984 — Трагедия Кориолана (телевидение) — Менениус
- 1985 — Страна теней (ТВ) — C. С. Льюис
- 1985 — Зед и два нуля — Ван Хойтен
- 1985 — Приключения Шерлока Холмса. «Медный Буки» — Джефро Рукасл
- 1986 — Леди Джейн — сэр Джон Бриджес
- 1987 — Когда мы женаты (ТВ) — Генри Ормонройд
- 1987 — Белое зло — сэр Джок Делвес Бротон[англ.]
- 1987 — Убийство на бирже (ТВ) — сэр Макс Силман
- 1987 — Pet Shop Boys: Always on My Mind (видео) — эксцентричный пассажир[12]
- 1987 — Куини (ТВ) — сэр Бертон Рамси
- 1987 — Сицилиец — Дон Мазино Кроче
- 1988 — Это не могло случиться здесь — священник, убийца
- 1988 — Человек, который жил в Ритце (ТВ) — Геринг
- 1988 — Псевдоним: Кирилл (ТВ) — «С»
- 1988 — Убить священника — полковник
- 1989 — Первая и последняя (ТВ) — Алан Холли
- 1989 — Тихий заговор (ТВ) — Тео Картер
- 1989 — Игра в справедливость (ТВ) — сэр Джеймс Крайтон
- 1989 — Смертельное оружие 2 — Арджен «Ариец» Радд
- 1990 — Джекилл и Хайд (ТВ) — доктор Чарльз Ланьон
- 1990 — Охота за «Красным Октябрём» — посол СССР Андрей Лысенко
- 1990 — Тайная жизнь Яна Флеминга (ТВ) — генерал Герхард Хеллстин
- 1991 — Происшествие на водопаде Виктория (ТВ) — король Эдуард VII
- 1991 — Убийство по-джентльменски (ТВ) — Теренс Филдинг
- 1991 — Объект красоты — Мерсер
- 1991 — Новые приключения Билла и Теда — Чак де Номолос
- 1991 — Женщина по имени Джеки (ТВ) — Аристотель Онассис
- 1991 — Ашенден — Камминг
- 1991 — Это делают с зеркалами (ТВ) — Льюис Серроколд
- 1992 — Спасительная пустыня — полковник Джонстон
- 1992 — Однажды после преступления — Геркулес Поподопулос
- 1992 — Догоняющий тени — Киндерман
- 1992 — Мост — Смитсон
- 1992 — Могучие утята — Ханс
- 1992 — Хроники молодого Индианы Джонса — пруссак
- 1992 — Шекспир: анимированные сказки (ТВ) (голос) — Юлий Цезарь
- 1993 — Некуда бежать — Франклин Хейл
- 1993 — Голоса в саду (ТВ) — сэр Чарльз (Арчи) Пиверолл
- 1993 — Принцесса и гоблин — король Папа (голос)
- 1994 — Чудо на 34-й улице — Виктор Ландберг (в титрах не указан)
- 1994 — OcchioPinocchio — Брандо
- 1994 — Иаков (ТВ) — Исаак
- 1994 — Гражданин Локк (ТВ) — лорд Эшли
- 1994 — Джорджино — Аббат Глайз
- 1995 — Гражданин X (ТВ) — Бондарчук
- 1995 — Бешеные псы и англичане — инспектор Сэм Стрингер
- 1995 — Вор и сапожник (голос) — разбойники
- 1995 — Малыш при дворе короля Артура — король Артур
- 1995 — Ромашки в декабре (ТВ) — Джералд Кармоди
- 1996 — Завет: Библия в анимации (ТВ) — Ной (голос)
- 1996 — Скрытое в молчании (ТВ) — немецкий менеджер завода
- 1996 — Смертельное путешествие — капитан
- 1996 — К концу времён — король
- 1996 — Прожить жизнь с Пикассо — Анри Матисс
- 1996 — D3: Могучие утки — Ганс
- 1997 — Отлучённые от моря — г-н Своффер
- 1998 — Тепло солнца (ТВ) — Макс ван дер Вуурст
- 1998 — Мой гигант (в титрах не указан) — Монсеньор Попеску
- 2000 — Фетиш — мэр Смит
- 2000 — Страсть рассудка — доктор Ланже, французский психиатр
- 2001 — Отелло (ТВ) — Джеймс Брабант
- 2002 — Ни одного доброго дела — Томас Карре
- 2002 — К-19 — маршал Зеленцов
- 2003 — Tomb Raider: Ангел Тьмы — Питер Ван Экхардт (голос)
- 2003 — Генрих VIII (ТВ) — Генрих VII
- 2003 — Я буду там — Злой Эдмондс
- 2004 — Разная верность — Рэндольф Коффилд
- 2005 — Снегопад на Рождество — рассказчик
- 2005 — Икона (ТВ) — генерал в отставке Николай Николаев
- 2006 — Убийства в Мидсомере (ТВ) — сэр Фредди Батлер
- 2006 — Эти глупые вещи — Альберт
- 2006 — Москва Ноль — Толстой
- 2006 — Выше и выше (ТВ) — Уинстон Черчилль
- 2006 — Санта-Хрякус (ТВ) — Наверн Чудакулли
- 2006 — Восстание Огра (аудиокнига) — рассказчик
- 2007 — Как насчёт вас — Доналд
- 2007 — Питер Кингдом вас не бросит (телесериал) — Нарбутович
- 2007 — Пленники Солнца — профессор Менделла
- 2008 — Без изъяна — сэр Милтон Кендрик Эштонкрофт
- 2008 — Крузо — судья Джеффрис
- 2008 — Волшебная история Пиноккио (мини–сериал) — мастер Вишня
- 2011 — Катерина Александрийская — Руфус

## Награды и номинации
- 1989 — номинация на премию BAFTA в категории «Лучший актёр второго плана»
- 1990 — номинация на премию BAFTA в категории «Лучший актёр»
- 1993 — номинация на премию CableACE Awards в категории «Лучший актёр второго плана в телефильме или мини-сериале»